# Apteryoperla monticola
Apteryoperla monticola is een steenvlieg uit de familie Gripopterygidae. De wetenschappelijke naam van de soort is voor het eerst geldig gepubliceerd in 1953 door Wisely.